# Claudia Mayer (Juristin)
Claudia Mayer (* 1984 in Prien am Chiemsee) ist eine deutsche Rechtswissenschaftlerin und Professorin an der Universität Regensburg.

## Leben
Claudia Mayer studierte von 2003 bis 2008 Rechtswissenschaften an der Universität Passau und wurde dort 2009 promoviert. 2011 legte sie die Zweite Juristische Staatsprüfung ab. 2012 erwarb sie einen LL.M. an der Universität Chicago. 2017 folgte die Habilitation für die Fächer Bürgerliches Recht, Zivilverfahrensrecht, Internationales Privatrecht und Rechtsvergleichung bei Wolfgang Hau an der Universität Passau. 2017–2018 war sie ordentliche Professorin an der Universität Tübingen. Seit 2018 ist sie Inhaberin des Lehrstuhls für Bürgerliches Recht und Internationales Privatrecht an der Universität Regensburg.
Ein Schwerpunkt ihrer Forschung ist das Familienrecht. 2018–2020 war sie Mitglied der Arbeitsgruppe Namensrecht des Bundesministeriums der Justiz und des Bundesministeriums des Innern. Seit 2022 ist sie Mitherausgeberin der Zeitschrift für das gesamte Familienrecht.

## Schriften (Auswahl)
- Claudia Mayer: Haftung und Paarbeziehung. Mohr Siebeck, Tübingen 2017, ISBN 978-3-16-155489-6, doi:10.1628/978-3-16-155490-2.
- Claudia Mayer: Sicherheitsleistung durch Bankbürgschaft im Zivilprozess. Mohr Siebeck, Tübingen 2009, ISBN 978-3-16-150124-1.